# Фламенкин

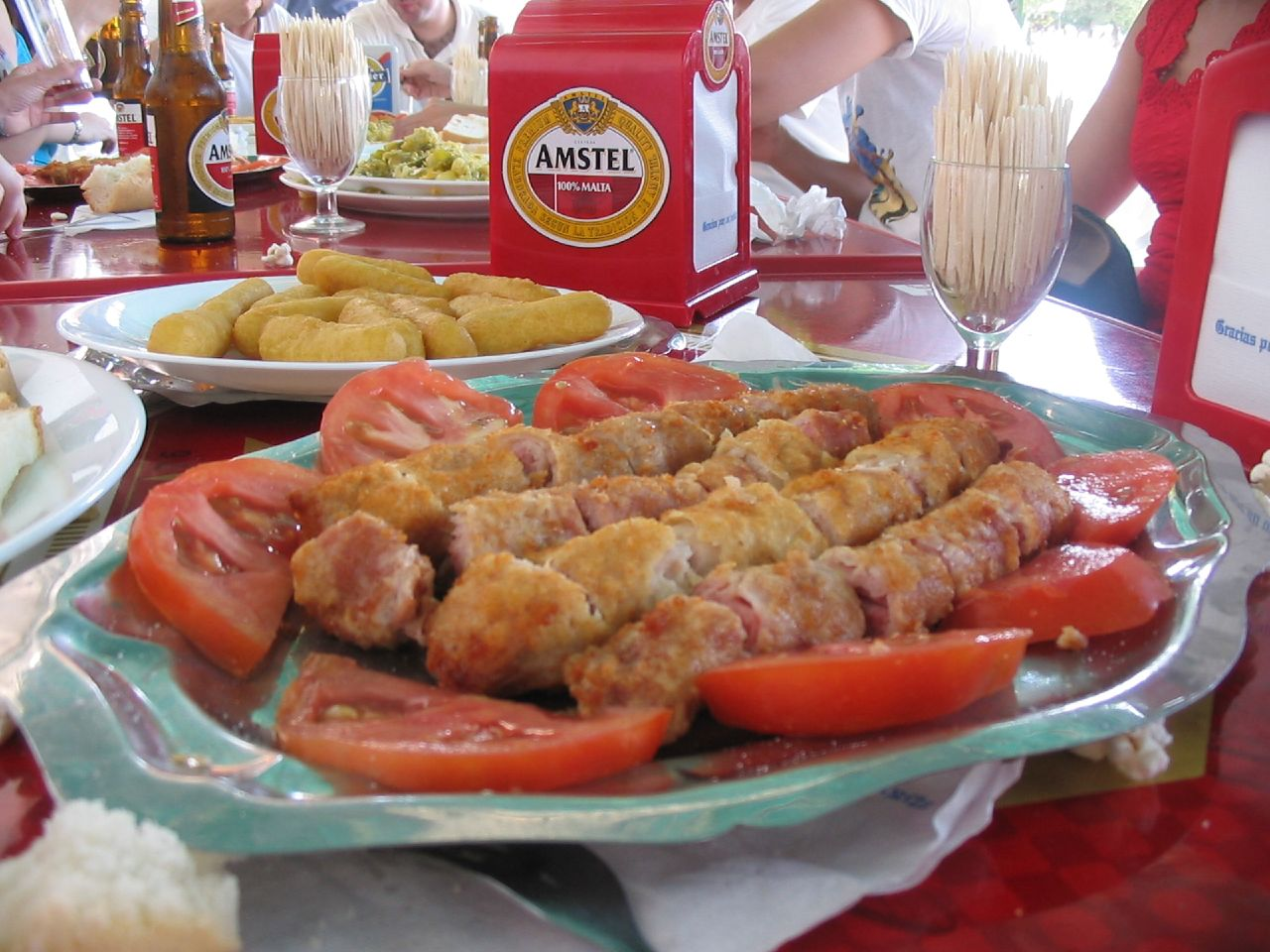
Фламенкин

Фламенки́н (исп. flamenquín — «маленький фламандец») — типичное блюдо андалусских Кордовы и Севильи. Фламенкин готовят из свиного филе (иногда варёной ветчины), которое начиняют хамоном, обваливают в панировочных сухарях и яйце, а затем жарят во фритюре. Название блюдо получило за свой золотой цвет, который напоминал испанцам светлые волосы фламандцев, прибывших в Испанию вместе с Карлом V. Фламенкины также иногда начиняют сыром или колбасой. Фламенкин часто подают с картофелем фри и майонезом.